# Source Code Pro
Source Code Pro ist eine serifenlose nicht proportionale Schriftart von Paul D. Hunt, welche er für Adobe entwickelte.
Sie ist, nach der Source Sans Pro, die zweite freie Schriftart von Adobe und ist unter der SIL Open Font License veröffentlicht.
Source Code Pro ist, wie der Name andeutet, auf die Darstellung von Quelltext (englisch source code) optimiert.
Im Jahr 2015 wurde die Schriftart um eine echte Kursive unter Mithilfe des finnischen Schriftgestalters Teo Tuominen erweitert. Außerdem unterstützt Source Code Pro seitdem auch Kyrillisch und Griechisch.

## Schriftschnitte
Die Schriftart beinhaltet folgende Schriftschnitte, zu denen jeweils auch eine kursive Variante existiert:
- ExtraLight
- Light
- Regular
- Medium
- Semibold
- Bold
- Black